# Rowan Controller
Die Rowan Controller Company war ein US-amerikanischer Automobilhersteller, der von 1967 bis 1969 in Westminster (Maryland) ansässig war.
Der Rowan war ein zweitüriges Coupé mit zwei Sitzplätzen. Entworfen wurde seine Karosserie von Ghia in Italien. Einige mechanische Komponenten stammten von De Tomaso, nicht aber der Antrieb. Den bewerkstelligten zwei Elektromotoren im Heck des Fahrzeuges. Ebenso war der Wagen mit Bremsen ausgestattet, die die Rückführung der kinetischen Energie in die Batterien ermöglichten. Die Reichweite betrug 320 km, für ein Elektrofahrzeug vom Ende der 1960er-Jahre ein beeindruckender Wert.